# Брадли Купър
Брадли Чарлс Купър (на английски: Bradley Charles Cooper) (роден на 5 януари 1975 г.) е американски актьор, който придобива известност с ролята си на Уил Типин в сериала „Наричана още“. Световната му слава идва с филмите „Ергенският запой“, „Високо напрежение“ и „Наръчник на оптимиста“, за който получава първата си номинация за Оскар за най-добра мъжка роля.

## Частична филмография

### Филми
- 2001 – „Горещо американско лято“ (Wet Hot American Summer)
- 2002 – „Окото на смъртта“ (My Little Eye)
- 2003 – „Последният каубой“ (The Last Cowboy)
- 2004 – „Искам да се омъжа за Раян Банкс“ (I Want to Marry Ryan Banks)
- 2005 – „Ловци на шаферки“ (Wedding Crashers)
- 2006 – „Фалстарт“ (Failure to Launch)
- 2007 – „Отмъстителите“ (The Comebacks)
- 2008 – „Рокаджията“ (The Rocker)
- 2008 – „Навитакът“ (Yes Man)
- 2009 – „Той не си пада по теб“ (He's Just Not That Into You)
- 2009 – „Ергенският запой“ (The Hangover)
- 2008 – „Ню Йорк, обичам те!“ (New York, I Love You)
- 2009 – „Луда по Стийв“ (All About Steve)
- 2009 – „Дело 39“ (Case 39)
- 2010 – „Денят на влюбените“ (Valentine's Day)
- 2010 – „А отборът“ (The A-Team)
- 2011 – „Високо напрежение“ (Limitless)
- 2011 – „Ергенският запой: Част II“ (The Hangover Part II)
- 2012 – „Наръчник на оптимиста“ (Silver Linings Playbook)
- 2012 – „Думите“ (The Words)
- 2012 – „Мястото отвъд дърветата“ (The Place Beyond the Pines)
- 2013 – „Ергенският запой: Част III“ (The Hangover Part III)
- 2013 – „Американска схема“ (American Hustle)
- 2014 – „Пазители на Галактиката“ (Guardians of the Galaxy)
- 2014 – „Серена“ (Serena)
- 2014 – „Американски снайперист“ (American Sniper)
- 2015 – „Алоха“ (Aloha)
- 2015 – „Повелителят на кухнята“ (Burnt)
- 2015 – „Джой“ (Joy)
- 2016 – „Ул. Чудовищно 10“ (10 Cloverfield Lane)
- 2016 – „В голямата игра“ (War Dogs)
- 2017 – „Пазители на Галактиката: Втора част“ (Guardians of the Galaxy Vol. 2)
- 2018 – „Роди се звезда“ (A star is born)
- 2018 – „Трафикантът“ (The Mule)
- 2019 – „Отмъстителите: Краят“ (Avengers: Endgame)
- 2021 – „Лакрицова пица“ (Licorice Pizza)
- 2021 – „Улицата на кошмарите“ (Nightmare Alley)
- 2022 – „Тор: Любов и гръмотевици“ (Thor: Love and Thunder)
- 2023 – „Пазители на Галактиката: Трета част“ (Guardians of the Galaxy Vol. 3)
- 2023 – „Dungeons & Dragons: Разбойническа чест“ (Dungeons & Dragons: Honor Among Thieves)
- 2023 – „Маестро“ (Maestro)
- 2024 – „Измислени приятели“ (IF)

### Телевизия
- 2003 – „Последният каубой“ (The Last Cowboy)
- 2004 – 2005 – „Джак и Боби“ (Jack & Bobby)
- 2001 – 2006 – „Наричана още“ (Alias)
- 2005 – 2006 – „Поверително от кухнята“ (Kitchen Confidential)
- 2007 – 2009 – „Клъцни/Срежи“ (Nip/Tuck)
- 2009 – „На живо в събота вечер“ (Saturday Night Live)
- 2015-понастоящем – „Високо напрежение“ (Limitless)